# ایسوزو ارگامیو
ایسوزو ارگامیو (Isuzu Erga Mio) خودرویی است که در سال‌های ۱۹۹۹ تا Presentتولید شده‌است.
این خودرو در کلاس اتوبوس قرار گرفته، است. سیستم جعبه‌دندهٔ آن به دو صورت خودکار و دستی است.

## نگارخانه

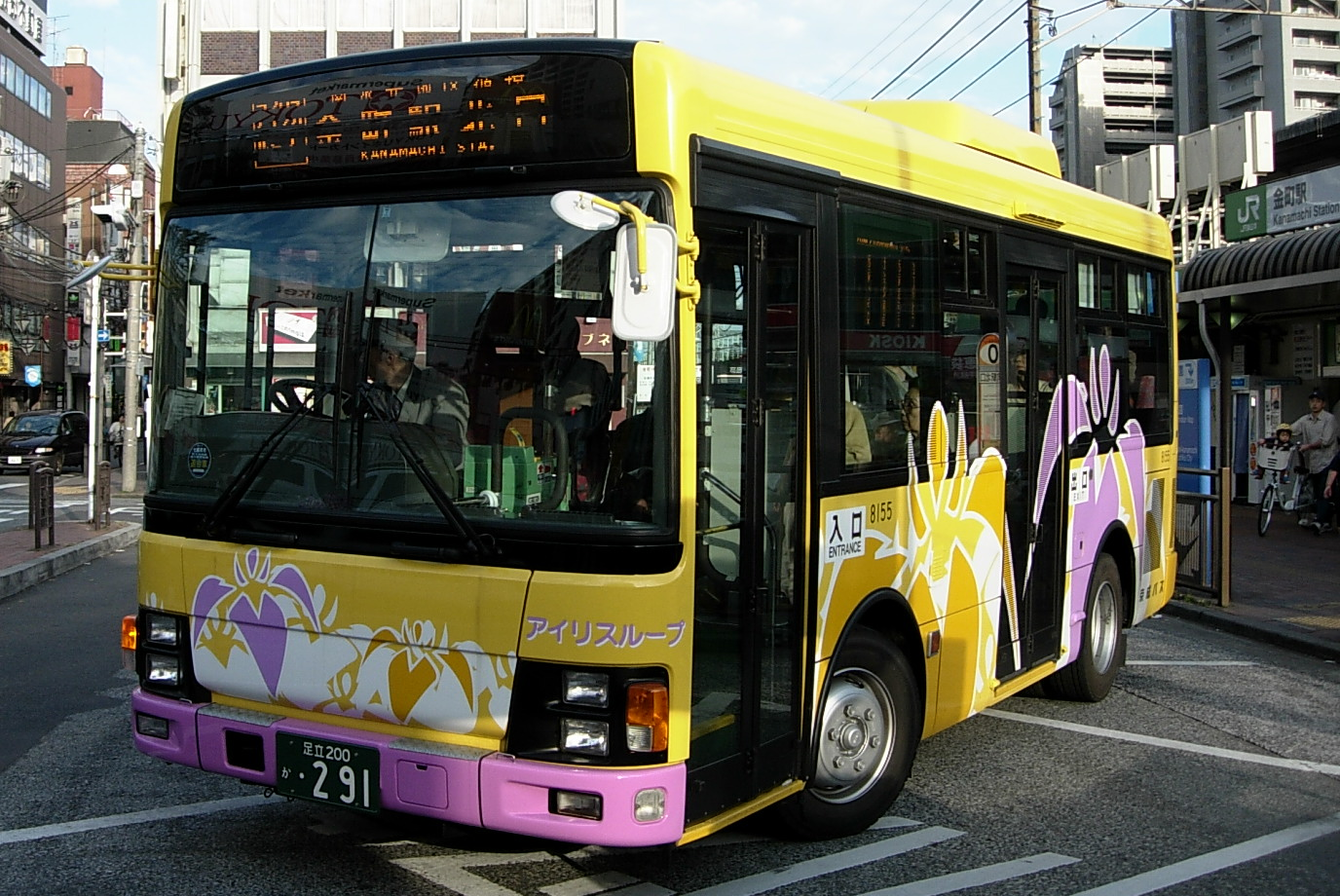
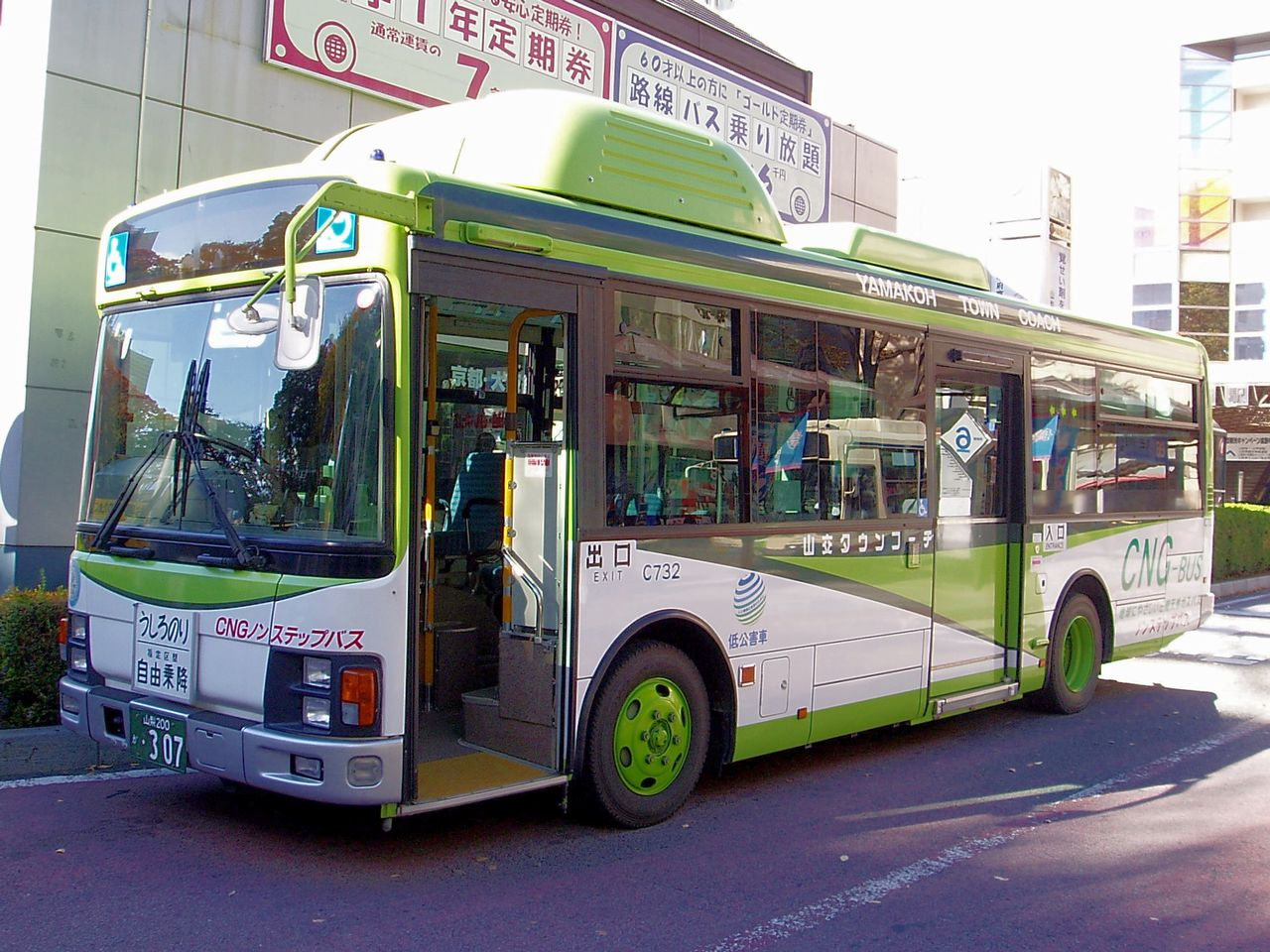
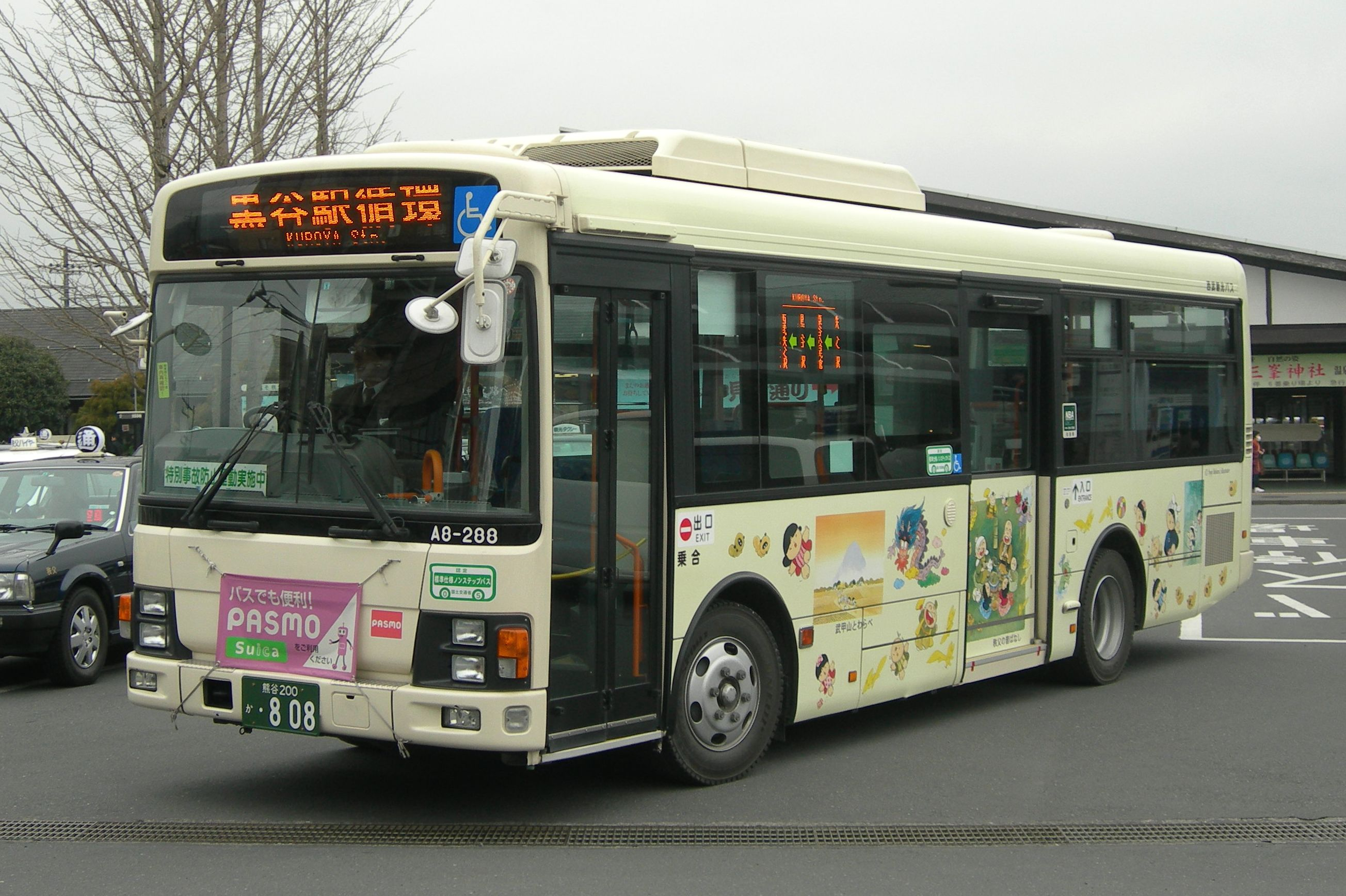